# 1994 RX1
1994 RX1 är en asteroid i huvudbältet som upptäcktes den 2 september 1994 av den amerikanska astronomen Eleanor F. Helin vid Palomarobservatoriet.
Den tillhör asteroidgruppen Phocaea.